# Пражский Град
Пра́жский Град (чеш. Pražský hrad) — крепость в Праге, занимает восточную часть длинного утёса, который тянется от Петршинского холма. На юге соединяется с районом Мала-Страна, на севере ограничен Оленьим рвом. Пражский Град представляет собой комплекс зданий, храмов и фортификационных сооружений, располагающихся вокруг трёх главных дворов, площади Святого Георгия и Иржской улицы. Архитектурная доминанта — собор Святого Вита.
Сейчас крепость является резиденцией президента Чехии, раньше была таковой для чешских королей. Дважды в истории замок становился главной резиденцией императоров Священной Римской империи.
Площадь замка обычно указывается в 7,28 га, но по сей день она является предметом споров. Согласно Книге рекордов Гиннесса, это самый большой древний замок в мире. Это также самый большой обитаемый замок в мире по настоящее время.

## История
Разные формы фортификационных сооружений были на территории города как минимум с середины XI века. В середине IX века появился Пражский град с земляными валами, в середине XI века он стал укреплён каменными стенами. На другой стороне реки возник Вышеград, появились Старе-Место, Мала-Страна, Градчаны, Нове-Место — четыре «города», так как имели свои крепостные стены; сейчас это исторические районы Праги.
В XVII и XVIII веках всё это постепенно превратилось в комплексную систему бастионных укреплений, которая к XIX веку потеряла смысл из-за развития военных технологий.
С другой стороны, Пражский град развивался не только как крепость, но и как резиденция чешских королей и культурный центр.

### Появление

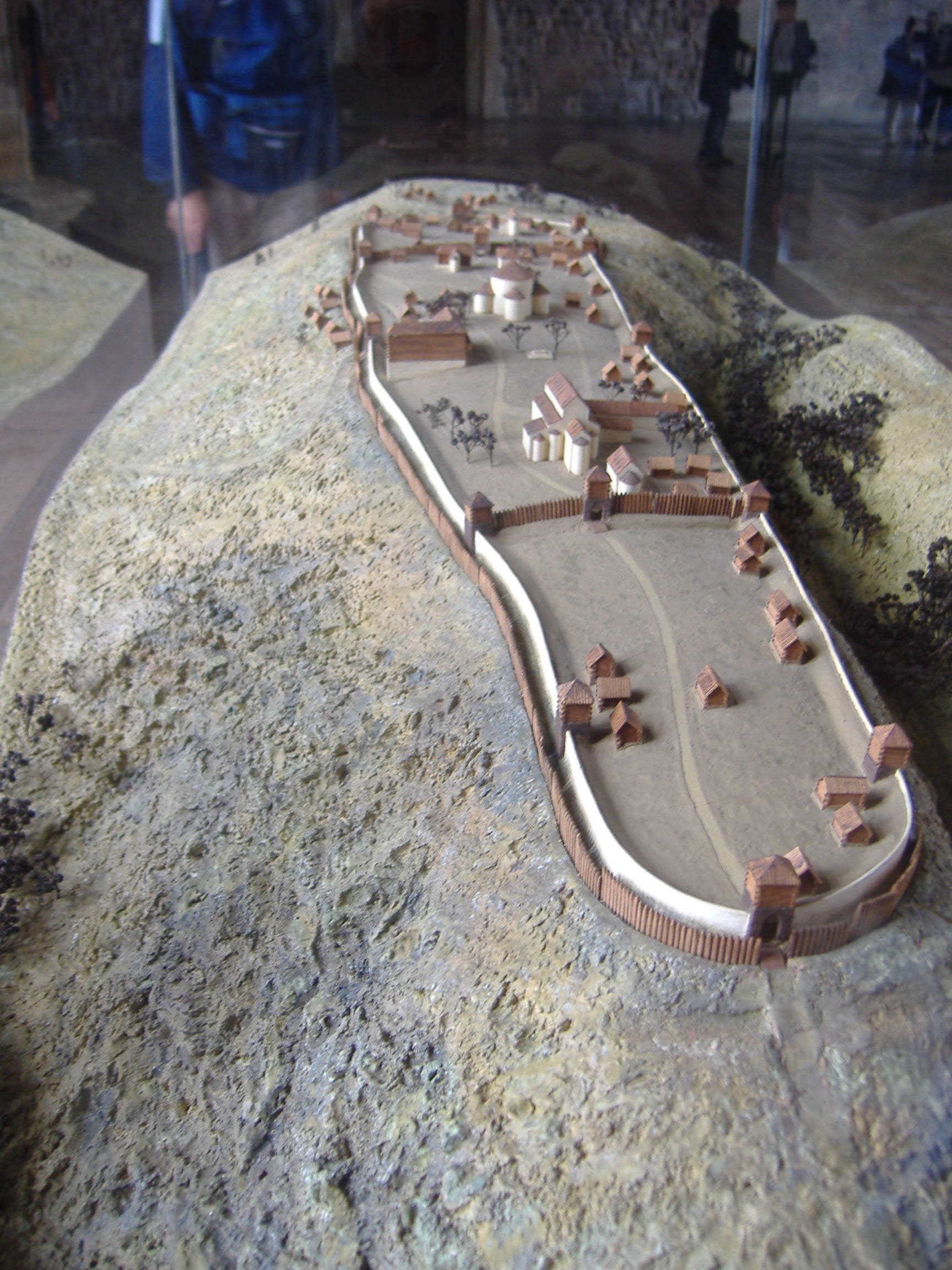
Макет Града около 1000 года

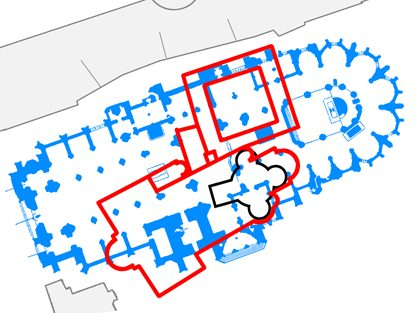
Расположение предшественников Собора святого Вита: чёрным обозначено расположение ротонды, красным — романской базилики, синим — собора

Возникновение крепости связано с появлением Праги. Влияние предыдущих эпох меньше отразилось в облике Града, потому что формирование города произошло, когда в VI веке сюда пришли славянские племена и вытеснили своих предшественников. Место лежало на скрещении важных путей. Один приходил с запада и ветвился к бродам через Влтаву и вдоль Градчанского хребта к Граду. Другой путь приходил с севера, у Тройской долины пересекал Влтаву и направлялся к Шарке.
Богатая неровностями земля предоставляла широкий выбор для расположения укреплённого поселения. Археологические раскопки это только подтверждают, славянские поселения были обнаружены вокруг в большом количестве.
Тем не менее наиболее благоприятным стратегически оказалось именно место Пражского Града. С этой точки замок господствовал над всей долиной, в которой лежали важнейшие подходы к бродам через Влтаву. Эти преимущества оказались важнее того, что сам холм, на котором стоит Град, довольно тесно ограничен ручьём Бруснице.
На противоположном берегу аналогичным образом возник Вышеград, но он расположился на широком холме, поэтому с точки зрения обороны не мог конкурировать с Пражским Градом.
Тогда Борживоем была возведена первая каменная церковь Святой Марии (885(?) год, её остатки были обнаружены археологами под первым и вторым двором). До 921 года датируется церковь Святого Георгия, предшественница своего ренессансного аналога. В 930 году князь Вацлав основал ротонду Святого Вита, предшественницу главного собора Пражского Града.
Крепостные стены тогда ещё не появились, территорию защищали только земляные валы, армированные деревянной решётчатой системой, снаружи укреплённые камнями. Их оборонительные свойства улучшил Бржетислав I около 1050 года. Около южной башни лежал каменный княжеский дворец, севернее, на месте ротонды, появился собор, перестроенный в 1061—96 годах в базилику. Севернее от него стоял дом капитула, с западной стороны епископский дворец с капеллой. На востоке появились строения монастыря Святого Георгия.

### Романские постройки

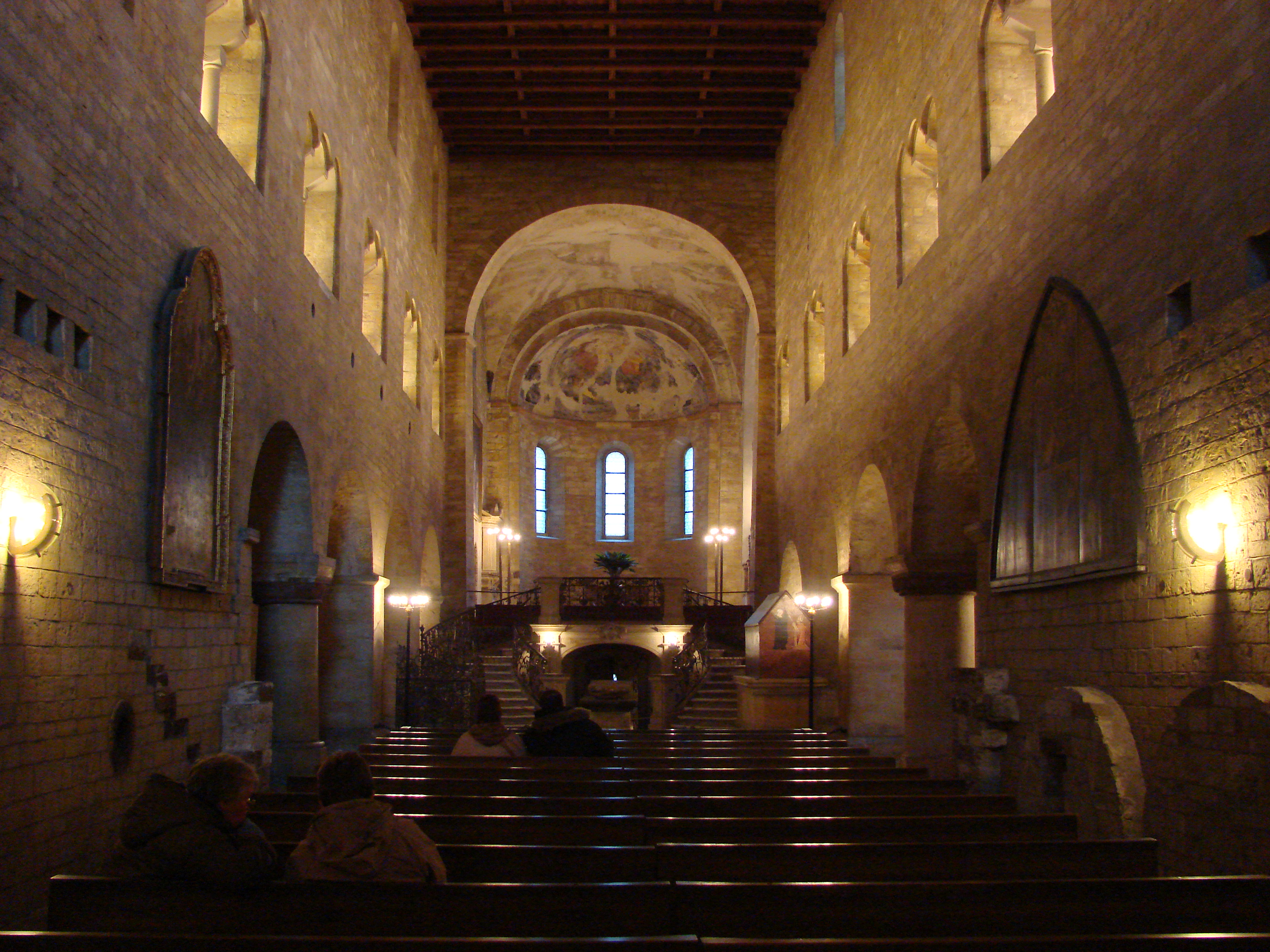
Интерьер базилики святого Георгия

Романский стиль стал проявляться в облике Града только при Пржемысловичах Собеславе I и Владиславе II.
Из числа укреплений лучше всего сохранилась южная крепостная стена, усиленная цельными башенками, а также западная между третьим и четвёртым двором. Чёрная башня на восточном конце Града сохранилась полностью.
К XII веку Прага переживала период активного строительства. В 1135 году Собеслав I построил первый каменный княжеский дворец. По примеру императорских пфальцей он был снабжён галерейными окнами. Также был перестроен дворец Епископа, стоявший на месте старого дома пробстов и частично сохранившийся в его стенах. Обширные работы были произведены и в монастыре святого Георгия.
В таком виде крепость находилась, пока Пржемысл Отакар II не повелел расширить Королевский дворец и усилить стены и укрепления. При Яне Люксембургском Град не содержался должным образом. Королевский дворец был повреждён пожаром в 1303 году, после чего так и стоял не отремонтированный. Вышеград в это время переживал период расцвета, он считался лучше укреплённым и служил резиденцией правителей.

### Готическая крепость

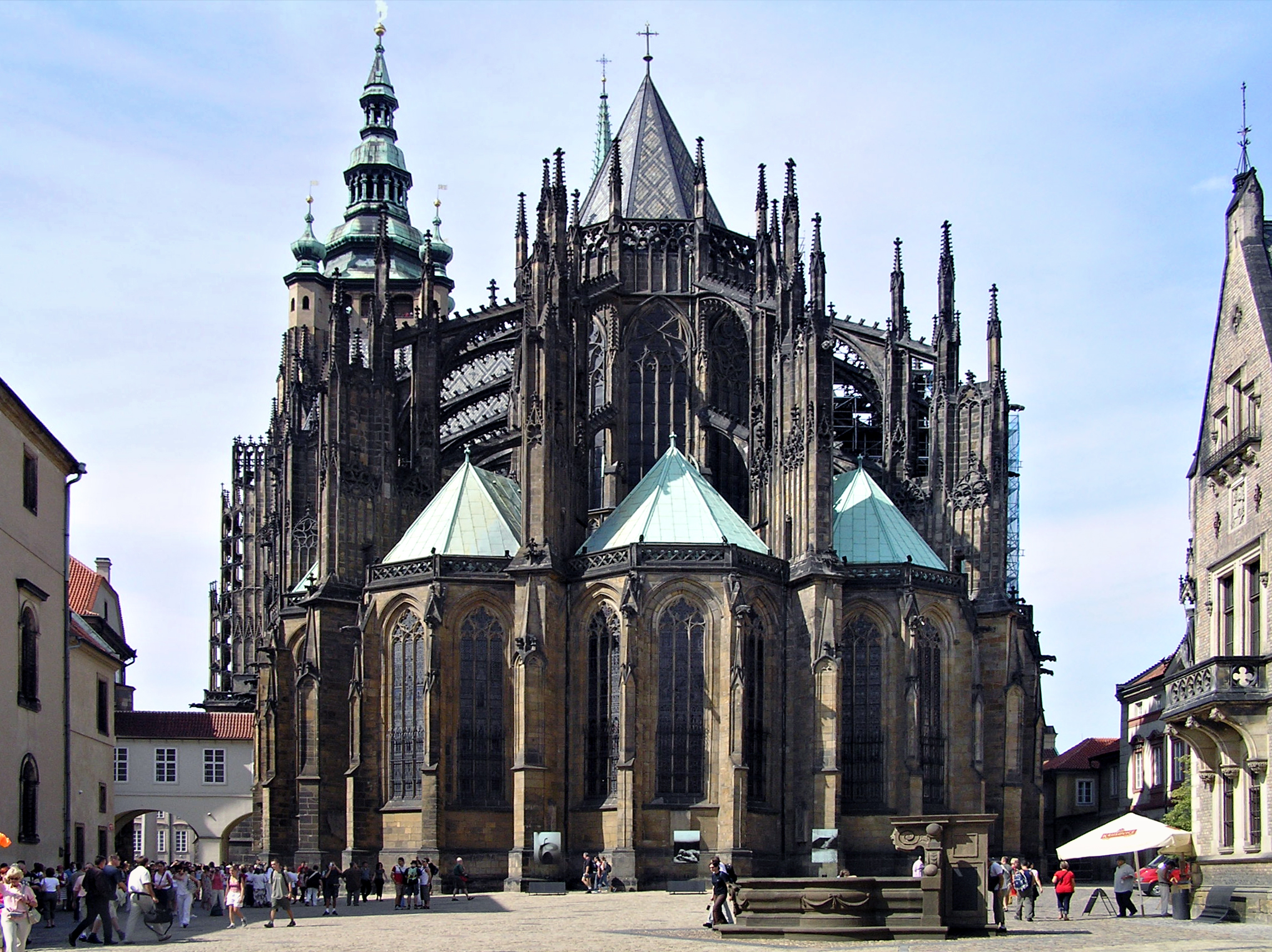
Собор Святого Вита с восточной стороны; эта часть сооружена в 1344—1349 годах

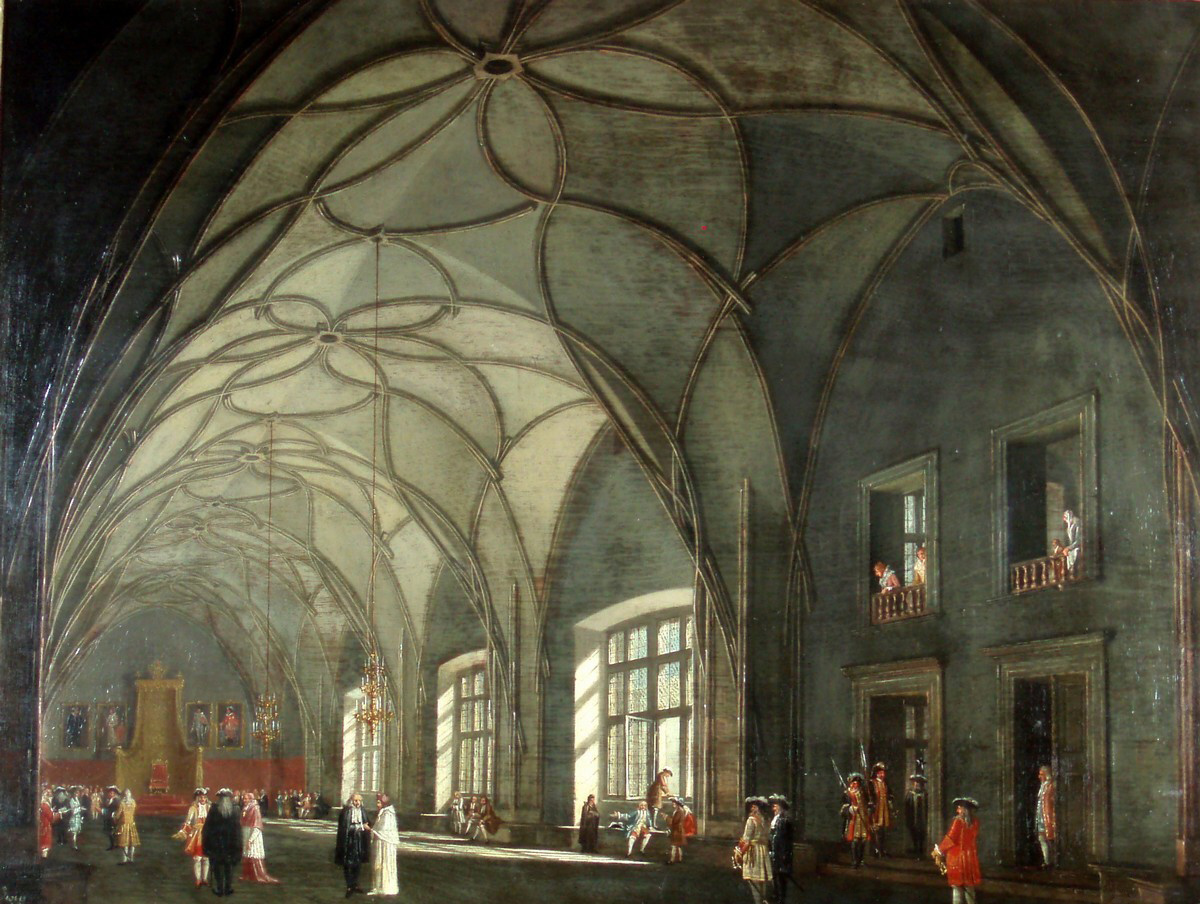
Владиславский зал, позднеготический свод Бенедикта Рида. Окна, как и более открытое решение пространства, говорят о приходе архитектуры возрождения

В XIV веке Карл IV начал перестройку Града по примеру королевских резиденций в Париже. При своём приезде в Прагу в 1333 году он начал строить готический двухэтажный дворец с тронным залом на месте старого романского дворца, который уничтожил пожар 1303 года. Чуть позже постройка была дополнена Капеллой всех святых. Дворец стоял непосредственно около новостройки Собора Святого Вита, их соседство было подчёркнуто ориентацией главного входа и положением Капеллы Святого Вацлава. Вся территория Града была вновь укреплена стенами, на двух главных башнях при входе были позолочены крыши, что было вдохновлено библейским Новым Иерусалимом. Большинство работ было произведено под руководством Петра Парлера.
Строительные работы не утихли и при Вацлаве IV, даже несмотря на то, что в основном он жил в Старе-Месте.
Позднеготический облик Град получил во время правления Владислава Ягеллонского, который затеял обширную перестройку в 1483 году. Работы вёл самый известный архитектор того времени Бенедикт Рид. Он построил Владиславский зал, наездническую лестницу, Людвиково крыло. Вместе с готическим стилем Рид принёс множество форм архитектуры возрождения.
Также прогрессивными являются укрепления, произведённые Бенедиктом с севера. С внутренней стороны он усилил стены глубокими аркадами для стрельцов, позднее использованными для проживания стражи. Впоследствии на месте этих аркад появилась живописная Золотая улочка. Со стороны Оленьего рва архитектор построил три башни, выступающие из стены, для пушечного обстрела — Белая, Далиборка и Мигулка.

### Приход архитектуры возрождения

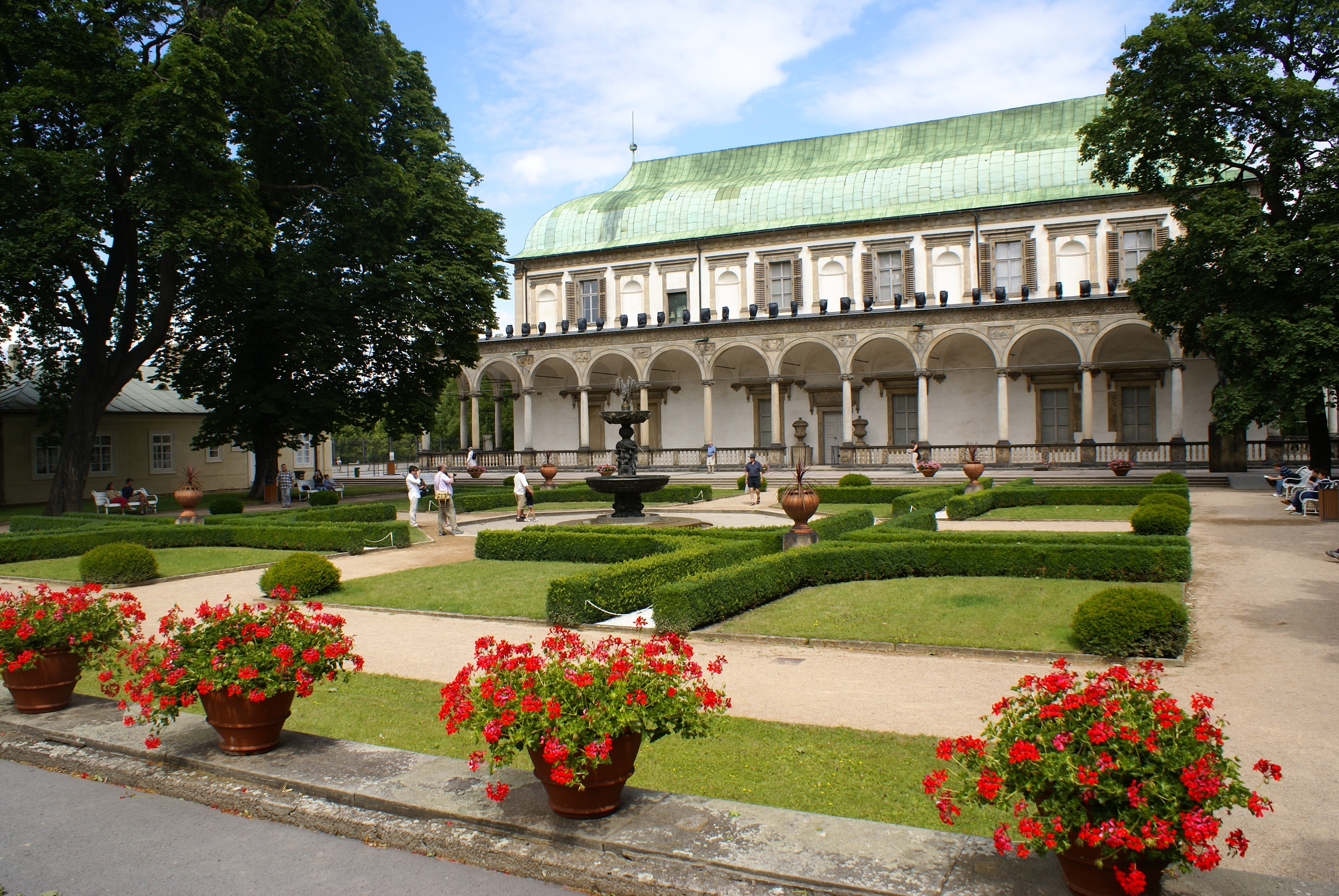
Летний дворец королевы Анны и Королевский сад

Несмотря на то, что в архитектуре Бенедикта Рида ярко выражен стиль поздней готики, он впервые принёс в Чехию формы ренессанса. Мотивы возрождения пришли из Италии через работы венгерских мастеров и сделали Прагу центром нового стиля в средней Европе.
После строительных работ, проведённых Ягеллонами, оказалось, ренессанс принёс новые требования к репрезентативности королевской резиденции, которым Град уже не соответствовал. В 1526 году на трон взошёл Фердинанд I. Град подвергся большим изменениям даже несмотря на то, что Прага не была местом постоянного пребывания императора. Он повелел соорудить новые дома на южной стороне третьего двора, а также с северной стороны ареала. Уже с 1534 года началось создание Королевского сада. Наличие парка при резиденции — новое веяние ренессанса, впоследствии же оно стало неотъемлемым атрибутом домов знати. Для благоустройства сада было приглашено много специалистов, были заказаны фонтаны. В 1538 году в Прагу доехала бригада 13 каменщиков во главе с Паоло делла Стелла. Началось строительство летнего дворца королевы Анны. До 1552 года (смерть Паоло делла Стелла) был готов только первый этаж с аркадами. Достраивал дворец Бонифац Вольмут с 1557 года. В течение следующего столетия за Оленьим рвом появилось ещё множество зданий, как чисто практического назначения, так и репрезентативных (например, зал для игры в мяч).

### При Рудольфе II

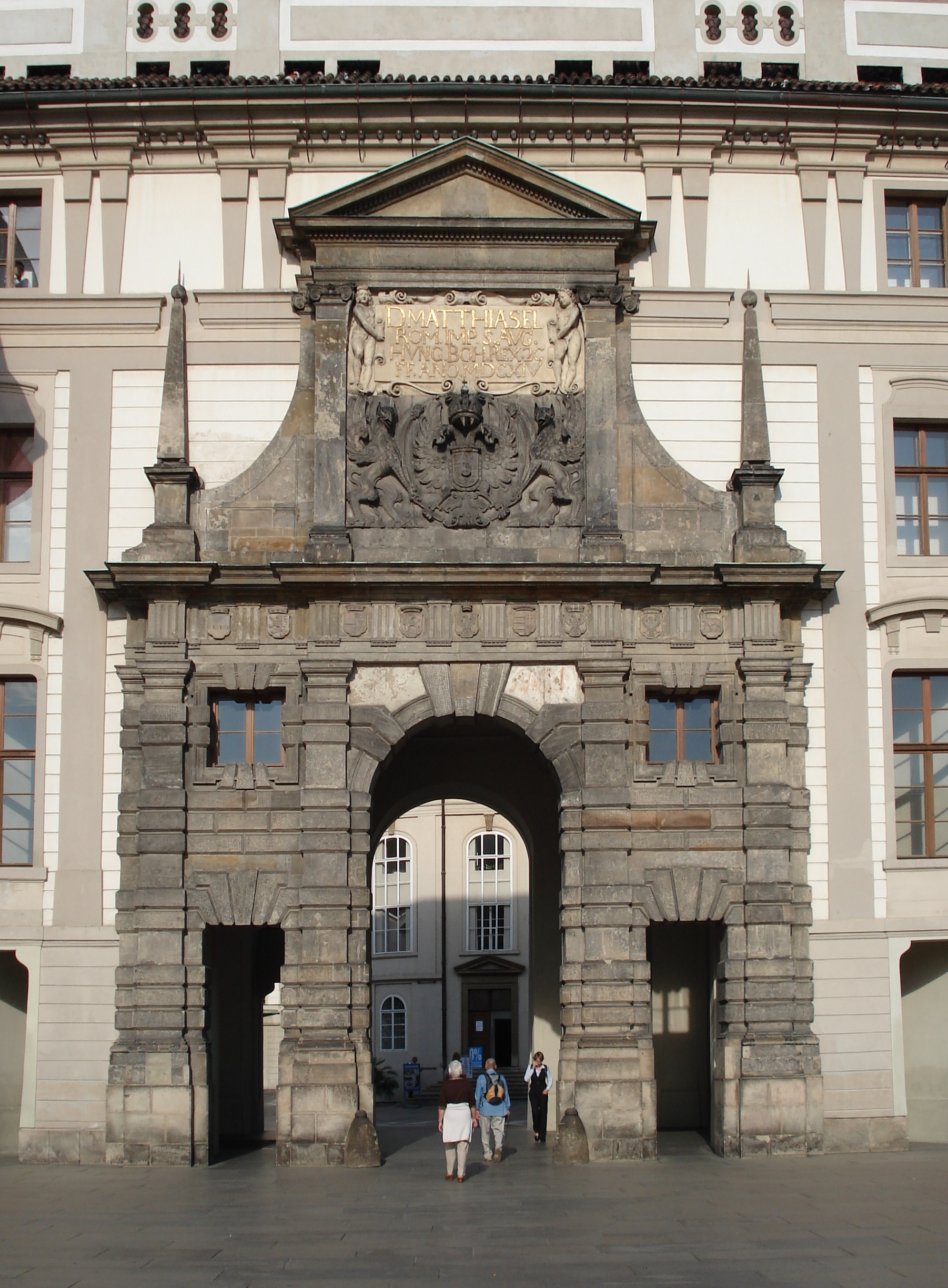
Ворота Матиаша, завершены в 1614 году. Вероятно, основная часть была сооружена при Рудольфе II, чуть позже была добавлена только барочная декорация

Время правления Рудольфа II характеризуется бурным развитием Града. В 1583 году он превратил Прагу в метрополию Священной римской империи.
С детства Рудольф рос в среде, где господствовал интерес к коллекционированию предметов искусства. Император сам не был художником, однако был большим ценителем искусства, поэтому для Чехии он остался одним из крупнейших меценатов и покровителей науки и искусства. Его коллекция быстро росла, и вскоре для неё понадобились новые просторы. Поэтому в 1585 году, когда в Прагу приехал архитектор Джованни Гарджоли (Giovanni Gargioli), началось строительство «Длинного здания» (чеш. Dlouhá stavba), законченного перед 1600 годом.
При Рудольфе II продолжалось строительство на южной стороне 3-го двора, а также около так называемой «Белой башни» (отделяющей 2-й и 3-й двор).
Немного позже начались работы над северной полосой построек (чеш. Severní trakt). К более старым конюшням Фердинанда были пристроены «Испанские конюшни» (чеш. Španelská stáj). На верхнем этаже над ними возникли два монументальные залы — Новый зал в несколько этажей с кассетным потолком и более узкий Испанский, в котором сейчас располагается картинная галерея Пражского Града. Идея продолжения полосы зданий на запад не была реализована. 2-й двор с западной стороны был ограничен массивными воротами Матиаша 1614 года. Соседние здания тогда были значительно ниже, масштаб современного ансамбля не соответствует первоначальной задумке. Своей первоначальной монументальностью ворота свидетельствуют о начинающемся влиянии барокко.

### XVII век

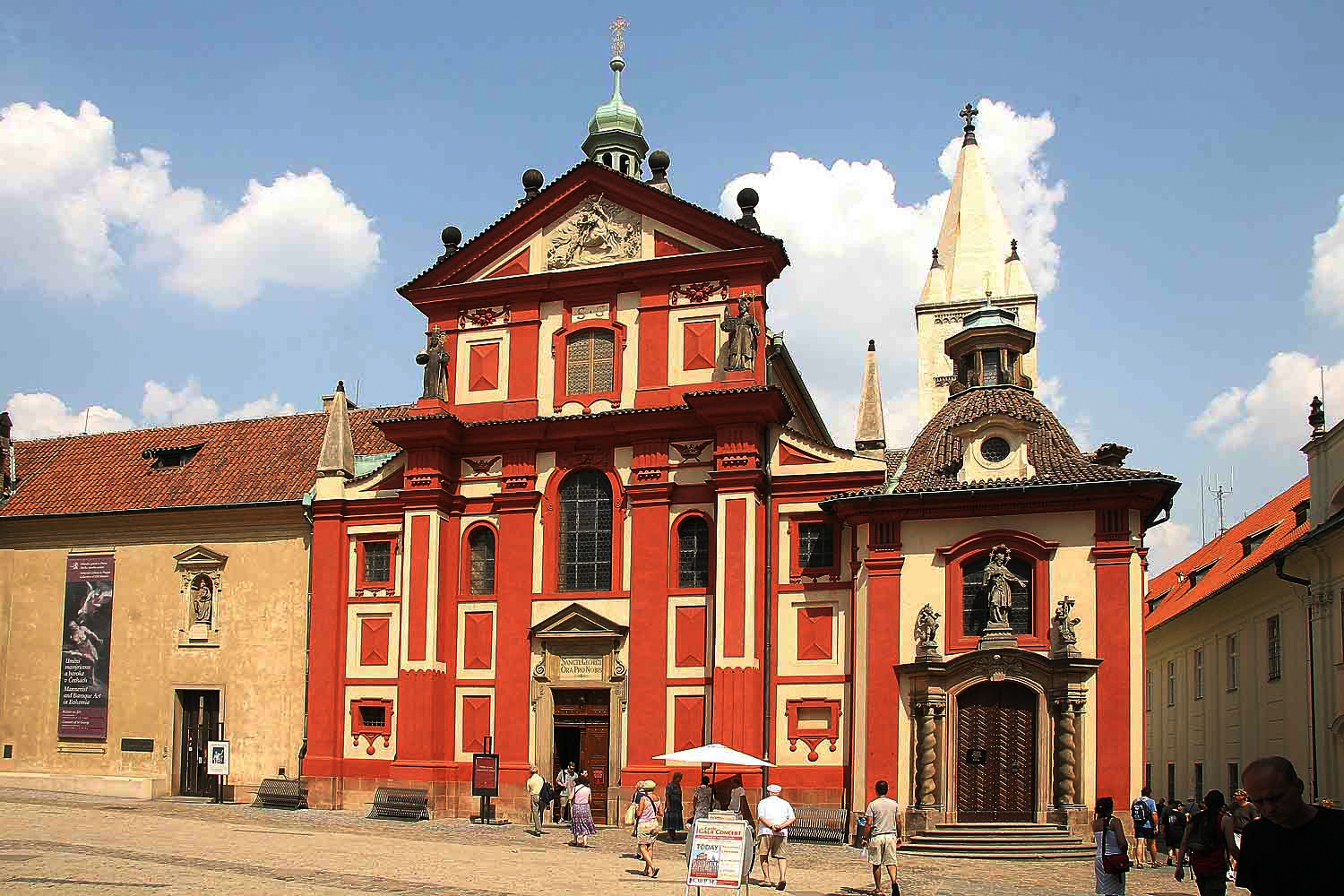
Западный фасад Базилики Святого Георгия, вторая половина XVII века. Вероятно, архитектором был Франческо Каратти. Скульптурное убранство Ян Иржи Бендл

В XVII веке Чехия стала частью монархии Габсбургов, и строительная деятельность утихла. В 1631 и 1648 годах Град был занят вражескими войсками. Большая часть коллекции Рудольфа была увезена в качестве трофеев в Швецию.
Самым значительным изменением на территории крепости в XVII веке было появление летнего и зимнего манежа, спроектированного архитектором Жаном-Баптистом Матэ в 1694—98 годах.

### При Марии Терезии

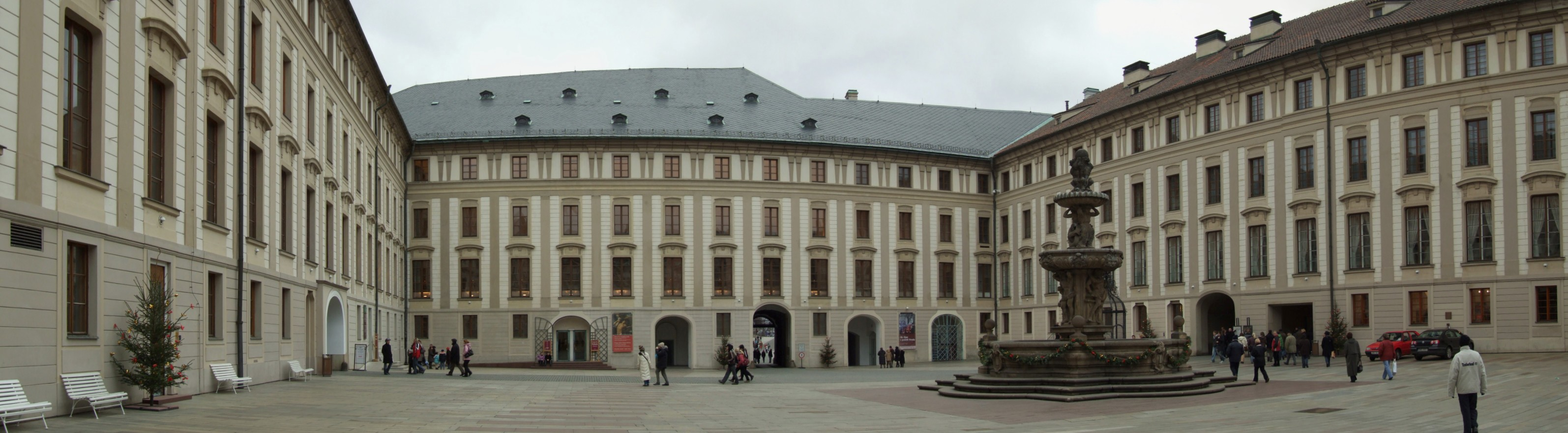
Единообразные фасады — дело рук Николо Пакасси 1753—75 годов. За ними скрываются здания разных эпох и стилей, о чём свидетельствуют только неправильные крыши и входы

В XVIII веке усилилась централизация вокруг Вены, было принято официальное решение, что Прага не станет главным городом, и её значение ещё сильнее упало. Парадоксально, но в это время в Граде были произведены масштабные работы.
В 1753—1775 годах по приказу Марии Терезии Венский архитектор Николо Пакасси занимался перестройкой фасадов по единому образцу, возведением курдонёра со стороны Градчанской площади (в сотрудничестве со скульптором Игнацем Платцером) и преобразованием Дворца Рожмберков в Институт благородных девиц. Пражский Град получил единый стиль рококо, почти перешедший в форму классицизма, и сохранил этот облик до сих пор.

### После
После реформ Иосифа II значение Праги и Пражского Града всё падало. Некоторые здания были отданы в распоряжение штабу армии (летний дворец королевы Анны, зал для игры в мяч, здания монастыря святого Георгия).
В 1860-х годах были адаптированы интерьеры Испанского зала (его прежний облик был работой Килиана Игнаца Динценхофера) и галереи Рудольфа в связи с подготовкой коронации Франца Иосифа I, которая в итоге так и не состоялась.
Примерно в это же время, в конце XIX века в связи с усилением романтических настроений в Чехии была достроена в пуристическом стиле доминанта Града — собор Святого Вита. Конечно, архитекторы не смогли повторить индивидуальный стиль Петра Парлера. Однако в целом работа считается очень ценной, потому что в ней удалось добиться единства сложной композиции. Действительное значение этих преобразований проявляется в панорамных видах на Прагу, где собор стал выразительным акцентом в облике города.

### Резиденция президента

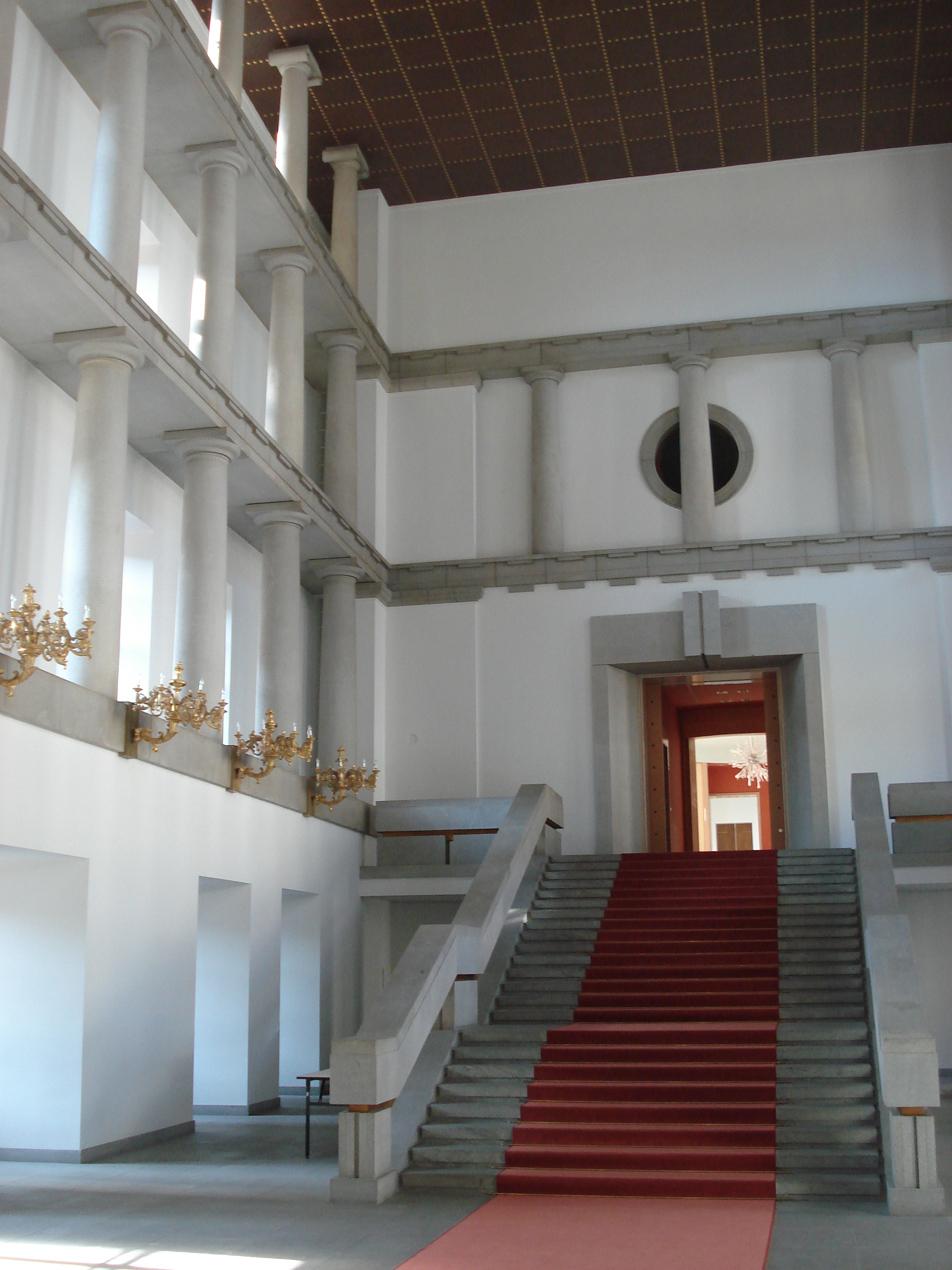
Лестница Испанского зала, спроектированная Йоже Плечником

В 1918 году Град стал резиденцией президента Первой республики, и вновь были начаты работы по перестройке. Главным архитектором был Йоже Плечник. 

### Конец XX века

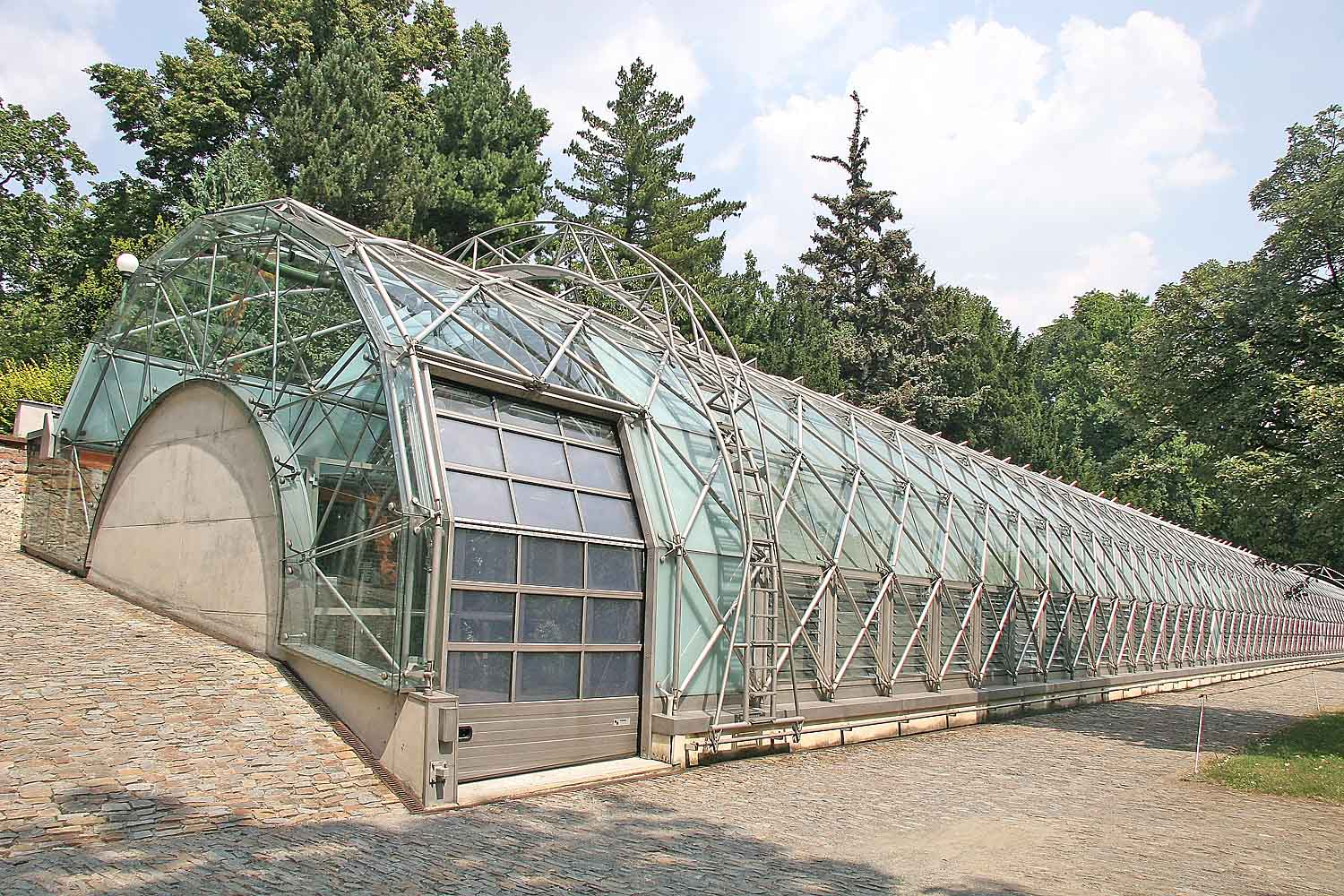
Оранжерея архитектора Эва Иржична, 1999—2001

К концу XX века Пражский Град был в основном закрытым для общественности. Когда в 1989 году к власти пришёл Вацлав Гавел, двери Града стали открываться одна за одной. Сначала он убрал сплошной забор от Президентской виллы и открыл для посетителей Королевский сад. К ноябрю он открыл Зал для игры в Мяч, следом Летний дворец королевы Анны и башню Собора Святого Вита. Дальше Вацлав Гавел открыл вход в Олений ров и занялся благоустройством барочных садов, первыми открылись Ледебурский и Малый Ралффиовский в июне 1995. Как и у многих правителей, у Гавела был любимый архитектор. Боржек Шипек спроектировал модель нового стула для Испанского зала, потом интерьеры, входы. В это время по проекту Эвы Иржичной была сооружена Оранжерея. Другим шагом президента стала новая униформа для дворцовой стражи по проекту Теодора Пиштека.